# Segunda Comisión Von der Leyen
La Segunda Comisión Von der Leyen, también conocida como "Von der Leyen II", es el Colegio de Comisarios que tomó posesión el 1 de diciembre de 2024 y cesará en 2029. La designación de los comisarios tuvo lugar tras la reelección de la popular Ursula von der Leyen por amplia mayoría absoluta con 401 votos a favor de 720 en el Parlamento Europeo, gracias a un tripartito entre Populares (EPP Group), Socialistas (S&D) y Liberales (Renew Europe). El nuevo Colegio se sometió al voto final (mayoría simple), obteniendo 370 votos en el Parlamento. El cordón sanitario entre las tres formaciones se basó en impedir que la extrema derecha entrara al Ejecutivo comunitario además de asegurarse un reparto de cargos para los tres partidos.
Von der Leyen dijo durante su discurso de investidura que su segundo mandato en la nueva X legislatura sería clave, ya que "enfrenta una decisión clara que definirá nuestro mundo en los próximos cinco años, pero también nuestro lugar en el mundo en los próximos 50" debido a que se centrara tanto en temas geoestratégicos como la guerra de Ucrania-Rusia o la de Palestina-Israel, pero también centrada en temas sociales como el acceso a la vivienda, la inmigración y la continuidad del Pacto Verde.

## Elecciones
Luego de las elecciones de junio de 2024 el parlamento dibujo un aumento de la representación de grupos de extrema derecha en derretimiento de los Liberales y Verdes que perdieron un 41% y un 31% de los votos respectivamente. A pesar de la pérdida de escaños de los liberales, el tripartito "pro europeísta" seguía sumando la mayoría absoluta en el parlamento europeo lo que evito la entrada de las fuerzas de extrema derecha al ejecutivo comunitario.

## Proceso de investidura
Para elegir presidente de la Comisión, un candidato debe ser propuesto por el Consejo Europeo con una mayoría cualificada y recibir la investidura por la mayoría absoluta de los votos de los diputados del Parlamento Europeo (al menos 361 de 720). 
El 17 de junio se celebró una «reunión informal» del Consejo Europeo, donde los jefes de Estado y de Gobierno discutieron el próximo ciclo institucional y su candidato a la presidencia de la Comisión (Al ser el Partido Popular Europeo (PPE) quedar primero tanto en votos como en escaños tenía el derecho a elegir al candidato a presidente). El 25 de junio, los negociadores del PPE (Kyriákos Mitsotákis y Donald Tusk), el PSE (Pedro Sánchez y Olaf Scholz) y Renovar Europa (Emmanuel Macron y Mark Rutte) llegaron a un acuerdo preliminar sobre las nominaciones.
El 27 de junio, durante la reunión del Consejo Europeo, los líderes nacionales propusieron a Ursula von der Leyen (PPE) como candidata a la presidencia de la Comisión Europea, tras ser nombrada candidata del Partido Popular Europeo en marzo de 2024, la primera ministra estonia, Kaja Kallas fue propuesta por Renovar Europa a Alta Representante de la Unión para Asuntos Exteriores y Política de Seguridad y por último el Socialista António Costa fue propuesto para presidente del Consejo Europeo. El húngaro Viktor Orban votó en contra de von der Leyen y se abstuvo en la votación sobre Kallas. La Primera Ministra italiana, Giorgia Meloni se abstuvo en la votación sobre von der Leyen, pero votó en contra de Costa y Kallas para sus puestos.

## Elección de Von der Leyen
| Votación para la presidencia de la Comisión Europea En el Consejo Europeo: Necesaria mayoría cualificada En el Parlamento Europeo: Mayoría absoluta en 1.ª Vuelta: 361 \| 2.ª Vuelta Mayoría simple |                  | | | | | | | | | |                                       |
| Candidata |                  | | | | | | | | | |                                       |
| |                  | | | | | | | | | |                                       |
| Ursula von der Leyen |                  | | | | | | | | | |                                       |
| Estado | Estado           | Alemania | Alemania | Alemania | Alemania | Alemania | Alemania | Alemania | Alemania | Alemania | Alemania                              |
| Partido político | Partido político | Unión Demócrata Cristiana de Alemania | Unión Demócrata Cristiana de Alemania | Unión Demócrata Cristiana de Alemania | Unión Demócrata Cristiana de Alemania | Unión Demócrata Cristiana de Alemania | Unión Demócrata Cristiana de Alemania | Unión Demócrata Cristiana de Alemania | Unión Demócrata Cristiana de Alemania | Unión Demócrata Cristiana de Alemania | Unión Demócrata Cristiana de Alemania |
| Grupo político | Grupo político   | Partido Popular | Partido Popular | Partido Popular | Partido Popular | Partido Popular | Partido Popular | Partido Popular | Partido Popular | Partido Popular | Partido Popular                       |
| |                  | | | | | | | | | |                                       |
| |                  | País Miembro | País Miembro | País Miembro | País Miembro | País Miembro | País Miembro | País Miembro | País Miembro | País Miembro | Total                                 |
| Votación del Consejo Europeo | Sí               | Austria, Bélgica, Bulgaria, Chipre, Croacia, Dinamarca, Eslovaquia, Eslovenia, España, Estonia, Finlandia, Francia, Grecia, Hungría, Irlanda, Italia, Letonia, Lituania, Luxemburgo, Malta, Países Bajos, Polonia, Portugal, República Checa, Rumanía, Suecia. | Austria, Bélgica, Bulgaria, Chipre, Croacia, Dinamarca, Eslovaquia, Eslovenia, España, Estonia, Finlandia, Francia, Grecia, Hungría, Irlanda, Italia, Letonia, Lituania, Luxemburgo, Malta, Países Bajos, Polonia, Portugal, República Checa, Rumanía, Suecia. | Austria, Bélgica, Bulgaria, Chipre, Croacia, Dinamarca, Eslovaquia, Eslovenia, España, Estonia, Finlandia, Francia, Grecia, Hungría, Irlanda, Italia, Letonia, Lituania, Luxemburgo, Malta, Países Bajos, Polonia, Portugal, República Checa, Rumanía, Suecia. | Austria, Bélgica, Bulgaria, Chipre, Croacia, Dinamarca, Eslovaquia, Eslovenia, España, Estonia, Finlandia, Francia, Grecia, Hungría, Irlanda, Italia, Letonia, Lituania, Luxemburgo, Malta, Países Bajos, Polonia, Portugal, República Checa, Rumanía, Suecia. | Austria, Bélgica, Bulgaria, Chipre, Croacia, Dinamarca, Eslovaquia, Eslovenia, España, Estonia, Finlandia, Francia, Grecia, Hungría, Irlanda, Italia, Letonia, Lituania, Luxemburgo, Malta, Países Bajos, Polonia, Portugal, República Checa, Rumanía, Suecia. | Austria, Bélgica, Bulgaria, Chipre, Croacia, Dinamarca, Eslovaquia, Eslovenia, España, Estonia, Finlandia, Francia, Grecia, Hungría, Irlanda, Italia, Letonia, Lituania, Luxemburgo, Malta, Países Bajos, Polonia, Portugal, República Checa, Rumanía, Suecia. | Austria, Bélgica, Bulgaria, Chipre, Croacia, Dinamarca, Eslovaquia, Eslovenia, España, Estonia, Finlandia, Francia, Grecia, Hungría, Irlanda, Italia, Letonia, Lituania, Luxemburgo, Malta, Países Bajos, Polonia, Portugal, República Checa, Rumanía, Suecia. | Austria, Bélgica, Bulgaria, Chipre, Croacia, Dinamarca, Eslovaquia, Eslovenia, España, Estonia, Finlandia, Francia, Grecia, Hungría, Irlanda, Italia, Letonia, Lituania, Luxemburgo, Malta, Países Bajos, Polonia, Portugal, República Checa, Rumanía, Suecia. | Austria, Bélgica, Bulgaria, Chipre, Croacia, Dinamarca, Eslovaquia, Eslovenia, España, Estonia, Finlandia, Francia, Grecia, Hungría, Irlanda, Italia, Letonia, Lituania, Luxemburgo, Malta, Países Bajos, Polonia, Portugal, República Checa, Rumanía, Suecia. | 26/27                                 |
| Votación del Consejo Europeo | No               | | | | | | | | | | 0/27                                  |
| Votación del Consejo Europeo | Abs.             | Alemania. | Alemania. | Alemania. | Alemania. | Alemania. | Alemania. | Alemania. | Alemania. | Alemania. | 1/27                                  |
| |                  | | | | | | | | | | Total                                 |
| Votación en el Parlamento Europeo | Grupo            | EPP | S&D | PxE | ECR | RE | G-EFA | GUE/NGL | ENS | NI |                                       |
| Votación en el Parlamento Europeo | Grupo            | | | | | | | | | |                                       |
| Votación en el Parlamento Europeo | Sí               | EPP | S&D | | N-VA ODS | RE | G-EFA | | | | 401/719                               |
| Votación en el Parlamento Europeo | No               | LR SDS | BSP DIKO SD | PxE | ECR | FDP FF FW | EELV Vesna Ecolo ERC CC BNG CeC | GUE/NGL | ENS | NI | 284/719                               |
| Votación en el Parlamento Europeo | En Blanco        | | PS | | | | | | | | 22/719                                |
| Votación en el Parlamento Europeo | Abs.             | | | | | | | | | | 12/719                                |

## Colegio de Comisarios
| ← Segunda Comisión de Ursula Von der Leyen                                     |                                                             |                                                            |                                   |                                   |
| Partido político                                                               |                                                             | Grupo del Partido Popular Europeo                          | Grupo del Partido Popular Europeo | Grupo del Partido Popular Europeo |
| Partido político                                                               | Grupo de la Alianza Progresista de Socialistas y Demócratas |                                                            |                                   |                                   |
| Partido político                                                               | Renovar Europa                                              |                                                            |                                   |                                   |
| Partido político                                                               | Grupo de los Conservadores y Reformistas Europeos           |                                                            |                                   |                                   |
| Partido político                                                               | Patriotas por Europa                                        |                                                            |                                   |                                   |
| Partido político                                                               | Independiente                                               |                                                            |                                   |                                   |
| Cargo                                                                          | Titular                                                     | Titular                                                    | Titular                           | Miembro                           |
| Presidenta                                                                     |                                                             | Ursula von der Leyen Desde el 18 de julio de 2024          |                                   | Alemania (CDU)                    |
| Vicepresidencias                                                               |                                                             |                                                            |                                   |                                   |
| Alta Representante de la Unión para Asuntos Exteriores y Política de Seguridad |                                                             | Kaja Kallas A partir del 1 de diciembre de 2024            |                                   | Estonia (Reform)                  |
| Vicepresidenta para la Transición Limpia y Justa y Competencia                 |                                                             | Teresa Ribera A partir del 1 de diciembre de 2024          |                                   | España (PSOE)                     |
| Vicepresidenta para la Soberanía tecnológica, Seguridad y Democracia.          |                                                             | Henna Virkkunen A partir del 1 de diciembre de 2024        |                                   | Finlandia (KoK)                   |
| Vicepresidente para la Prosperidad y la Estrategia industrial                  |                                                             | Stéphane Séjourné A partir del 1 de diciembre de 2024      |                                   | Francia (LREM)                    |
| Vicepresidenta para Personas, Habilidades y Preparación                        |                                                             | Roxana Mînzatu A partir del 1 de diciembre de 2024         |                                   | Rumania (PSD)                     |
| Vicepresidente ejecutivo para Cohesión y Reformas                              |                                                             | Raffaele Fitto A partir del 1 de diciembre de 2024         |                                   | Italia (FdI)                      |
| Comisarios                                                                     |                                                             |                                                            |                                   |                                   |
| Interior y Migración                                                           |                                                             | Magnus Brunner A partir del 1 de diciembre de 2024         |                                   | Austria (ÖVP)                     |
| Preparación, Gestión de Crisis e Igualdad                                      |                                                             | Hadja Lahbib A partir del 1 de diciembre de 2024           |                                   | Bélgica (MR)                      |
| Start-Ups, Investigación e Innovación                                          |                                                             | Ekaterina Zaharieva A partir del 1 de diciembre de 2024    |                                   | Bulgaria (GERB)                   |
| Pesca y Océanos                                                                |                                                             | Costas Kadis A partir del 1 de diciembre de 2024           |                                   | Chipre (Indep.)                   |
| Mediterráneo                                                                   |                                                             | Dubravka Šuica A partir del 1 de diciembre de 2024         |                                   | Croacia (HDZ)                     |
| Energía y Vivienda                                                             |                                                             | Dan Jørgensen A partir del 1 de diciembre de 2024          |                                   | Dinamarca (A)                     |
| Comercio, Seguridad Económica, Relaciones Interinstitucionales y Transparencia |                                                             | Maroš Šefčovič A partir del 1 de diciembre de 2024         |                                   | Eslovaquia (SMER-SD)              |
| Ampliación                                                                     |                                                             | Marta Kos A partir del 1 de diciembre de 2024              |                                   | Eslovenia (GS)                    |
| Transporte Sostenible y Turismo                                                |                                                             | Apostolos Tzitzikostas A partir del 1 de diciembre de 2024 |                                   | Grecia (ND)                       |
| Sanidad y Bienestar Animal                                                     |                                                             | Olivér Várhelyi A partir del 1 de diciembre de 2024        |                                   | Hungría (Indep.)                  |
| Democracia, Justicia y Estado de Derecho                                       |                                                             | Michael McGrath A partir del 1 de diciembre de 2024        |                                   | Irlanda (FF)                      |
| Economía, Productividad, Implementación y Simplificación                       |                                                             | Valdis Dombrovskis A partir del 1 de diciembre de 2024     |                                   | Letonia (V)                       |
| Defensa y Espacio                                                              |                                                             | Andrius Kubilius A partir del 1 de diciembre de 2024       |                                   | Lituania (TS-LKD)                 |
| Agricultura y Alimentación                                                     |                                                             | Christophe Hansen A partir del 1 de diciembre de 2024      |                                   | Luxemburgo (CSV)                  |
| Justicia Intergeneracional, Juventud, Cultura y Deporte                        |                                                             | Glenn Micallef A partir del 1 de diciembre de 2024         |                                   | Malta (PL)                        |
| Clima y Crecimiento Limpio y de Cero Emisiones                                 |                                                             | Wopke Hoekstra A partir del 1 de diciembre de 2024         |                                   | Países Bajos (CDA)                |
| Presupuesto, Antifraude y Administración Pública                               |                                                             | Piotr Serafin A partir del 1 de diciembre de 2024          |                                   | Polonia (PO)                      |
| Servicios Financieros y Unión de Ahorros e Inversiones                         |                                                             | Maria Luís Albuquerque A partir del 1 de diciembre de 2024 |                                   | Portugal (PSD)                    |
| Asociaciones Internacionales                                                   |                                                             | Jozef Síkela A partir del 1 de diciembre de 2024           |                                   | República Checa (STAN)            |
| Medio Ambiente, Resiliencia del Agua y Economía Circular Competitiva           |                                                             | Jessika Roswall A partir del 1 de diciembre de 2024        |                                   | Suecia (M)                        |

## Política

### El Pacto Verde
El Pacto Verde Europeo (PVE) o simplemente Pacto Verde, aprobado en 2020, es un conjunto de iniciativas políticas de la primera Comisión Von der Leyen con el objetivo general de hacer que la Unión Europea sea climáticamente neutral para 2050. Para ello, la Comisión trabaja en un plan estratégico para alcanzar el objetivo de reducción de emisiones de gases de efecto invernadero de la UE para 2030 al menos al 50 % y hacia el 55 % en comparación con los niveles de 1990. La iniciativa pretende revisar cada ley existente sobre asuntos climáticos y también introducir una nueva legislación sobre temas como la economía circular, la renovación de edificios, la biodiversidad, la agricultura y la innovación.
La estrategia de cambio climático de la Comisión Europea, lanzada en 2020, se centra en la promesa de convertir a la UE en un emisor cero neto de gases de efecto invernadero para 2050 y demostrar que las economías se desarrollarán sin aumentar el uso de recursos. No obstante, el Pacto Verde contiene medidas para garantizar que los Estados miembros que dependen de los combustibles fósiles no se queden atrás en la transición hacia las energías renovables.

### Relaciones exteriores
En noviembre de 2024, la candidata al puesto de alta representante para Asuntos Exteriores y Política de Seguridad, Kaja Kallas, afirmó que la República Popular China debe pagar un "costo más alto" por su apoyo a la invasión rusa de Ucrania. En febrero de 2025, Kallas volvió a condenar a China, diciendo que "sin el apoyo de China, Rusia no podría continuar su agresión militar con la misma fuerza. China es el mayor proveedor de bienes de doble uso y artículos sensibles que sustentan la base militar-industrial de Rusia y que se encuentran en el campo de batalla en Ucrania".
El 20 de febrero de 2025, Kallas expresó dudas sobre los intentos del presidente estadounidense Donald Trump de negociar un acuerdo de paz en la guerra entre Rusia y Ucrania, advirtiendo que "si le damos todo al agresor, eso envía una señal a todos los agresores del mundo de que pueden hacerlo".
El 24 de febrero de 2025, Kallas se reunió en Bruselas con el ministro de Relaciones Exteriores israelí, Gideon Sa'ar, para las primeras conversaciones formales entre Israel y la Unión Europea desde que comenzara la guerra de Gaza. La Comisión Europea rechazó una solicitud de Irlanda y España para revisar el Acuerdo de Asociación UE-Israel.
En enero de 2025, la comisaria europea Hadja Lahbib se reunió con el presidente sirio Ahmed al-Charaa, líder del grupo islamista sunita Hayat Tahrir al-Sham. El 8 de marzo de 2025, el Servicio Europeo de Acción Exterior condenó los ataques "de elementos pro-Assad" contra las fuerzas del gobierno sirio durante los enfrentamientos en el oeste de Siria. El 17 de marzo de 2025, la Unión Europea prometió 2500 millones de euros de ayuda para el gobierno de transición sirio.

### Defensa
El 4 de marzo de 2025, Ursula von der Leyen anunció el plan de inversión en defensa de la Unión Europea de 800 000 millones de euros (840 000 millones de dólares) "ReArm Europe". Sugirió que la Unión Europea podría necesitar flexibilizar sus normas fiscales respecto de la deuda pública para facilitar un mayor gasto en defensa por parte de los estados miembros.